# Броде (Врансько)
Броде (словен. Brode) — поселення в общині Врансько, Савинський регіон, Словенія. 
Висота над рівнем моря: 329,8 м.